# طرخشقون آسيوي
طرخشقون آسيوي (باللاتينية: Taraxacum asiaticum) هو نوع نباتي يتبع جنس الطرخشقون من القبيلة الشيكورية.